# Niezapominajka skąpokwiatowa
Niezapominajka skąpokwiatowa (Myosotis sparsiflora J.C.Mikan ex Pohl) – gatunek rośliny należący do rodziny ogórecznikowatych. Występuje w środkowej i wschodniej Europie oraz zachodniej Azji. W Polsce gatunek jest rozproszony, bardzo rzadki w górach, na północnym zachodzie i północnym wschodzie. Rośnie w cienistych i często wilgotnych lasach i zaroślach.

## Rozmieszczenie geograficzne
Zasięg gatunku obejmuje środkową i wschodnią Europę oraz zachodnią Azję. Zachodnia granica zasięgu biegnie przez Niemcy, Austrię i Słowenię, obejmuje kraje Europy Środkowej, wschodniej i południowo-wschodniej. W Azji sięga po zachodnią Syberię, Sinciang w Chinach, Kazachstan, Kirgistan i Tadżykistan. Rośnie też w Azji Mniejszej i rejonie Kaukazu po Irak i Iran na południu. Jako gatunek introdukowany obecna jest na Półwyspie Skandynawskim.
W Polsce gatunek jest rozproszony na całym niżu i bardzo rzadki w górach. Stosunkowo liczne stanowiska ma w województwie dolnośląskim, w środkowej części wielkopolskiego i w dolinie dolnej Wisły, z kolei na północnym zachodzie i północnym wschodzie ma tylko pojedyncze stanowiska.

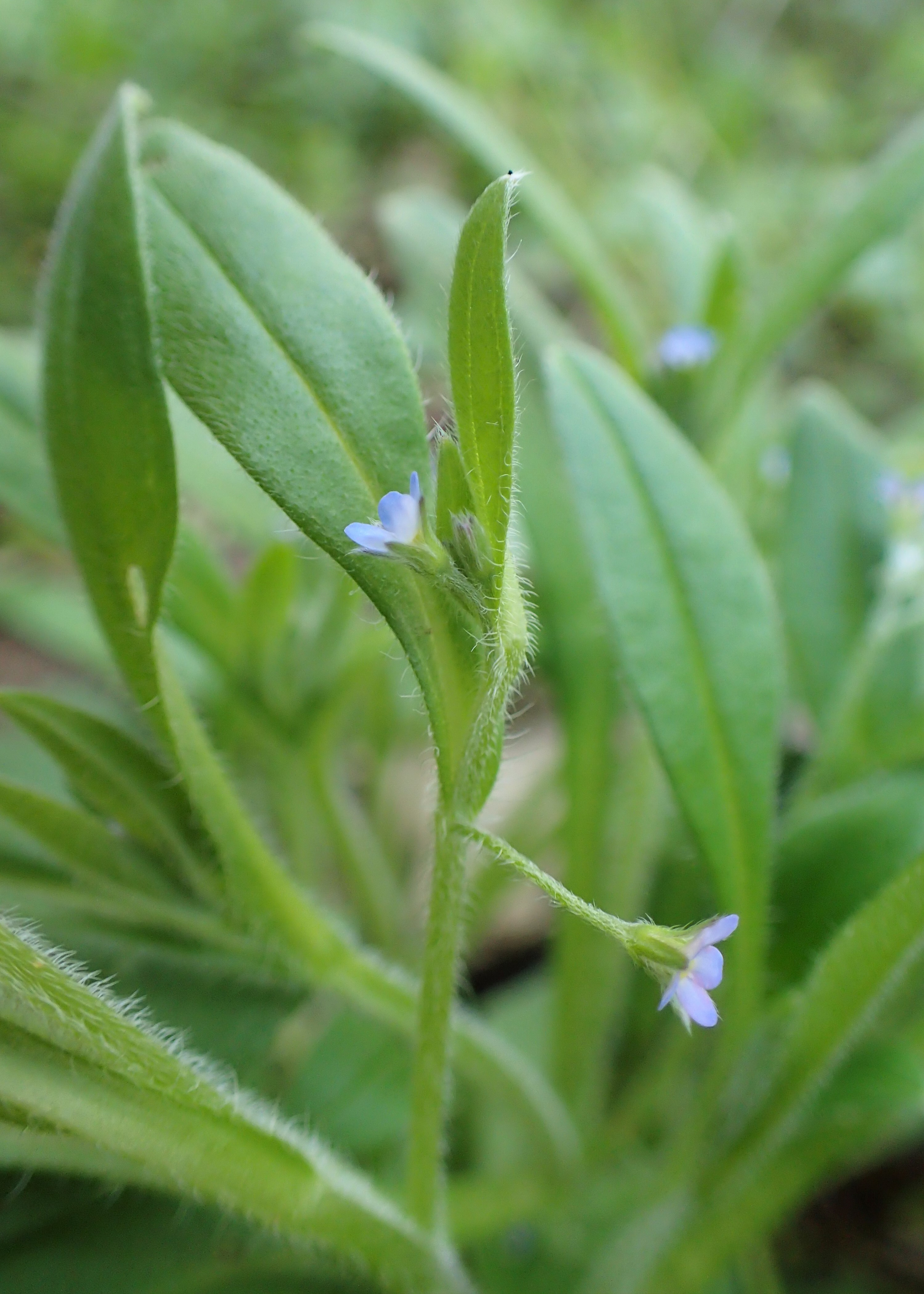
Kwiaty

## Morfologia
PokrójRoślina zielna z łodygami osiągającymi 10–50 cm wysokości, wątłymi, wzniesionymi, pokładającymi się lub podnoszącymi się łukowato. Pędy pokryte są niezbyt gęstymi, ale dość długimi prostymi włoskami, mniej lub bardziej odstającymi.
LiścieSkrętoległe, dość luźno rozmieszczone wzdłuż pędów, cienkie i rzadko owłosione. Osiągają 2–6 cm długości i 0,5–1,5 cm szerokości. Dolne liście są ogonkowe, łopatkowato-podługowate i zaokrąglone na szczycie. Środkowe i górne liście są siedzące, lancetowato podługowate i zaostrzone.
KwiatyZebrane po kilka w bardzo luźną wierzchotkę, w której dolnej części kwiaty wsparte są podobnymi do liści przysadkami. Szypułka kwiatowa przylegająco owłosiona, w czasie owocowania znacznie wydłużająca się i w efekcie kilkukrotnie dłuższa od kielicha. Szypułki odstają od łodygi, dolne są zwykle odgięte w dół. Działki kielicha osiągają 1,5–2,5 mm długości, ale w czasie owocowania wydłużają się nawet do 7 mm. Porozcinane są głęboko na ząbki i pokryte są mniej więcej przylegającymi włoskami. Korona kwiatu jest niebieska, z rurką krótszą od kielicha. Rąbek korony jest wklęsły, osiąga do 4 mm średnicy.
OwoceW trwałym i powiększającym się w czasie owocowania kielichu rozwijają się cztery jajowate, oliwkowe i błyszczące rozłupki, z jednym kantem ostrym i z białym elajosomem.
Gatunki podobneSpośród innych gatunków środkowoeuropejskich gatunek mocno wyróżnia się długimi w czasie owocowania szypułkami (ponad 2–3 × dłuższymi od kielicha), mocno odchylonymi lub odgiętymi w dół (zwłaszcza dolnymi), wspartymi przysadkami podobnymi do liści.

## Biologia i ekologia
Roślina jednoroczna i dwuletnia. Rośnie w cienistych i zwykle wilgotnych lasach i zaroślach oraz na ich skrajach. Preferuje lasy łęgowe, lasy w wąwozach i zaburzone – z gatunkami introdukowanymi, w tym zwłaszcza z robinią akacjową. Poza lasami spotykany jest w zbiorowiskach mezofilnych bylin w miejscach wilgotnych i rzadko na siedliskach ruderalnych. Kwitnie od kwietnia do czerwca. Kwiaty zapylane są przez owady i są też samopylne. Nasiona rozsiewane są autochorycznie i z pomocą mrówek (myrmekochoria).
Liczba chromosomów 2n = 48.